# 鹿児島市立南中学校
鹿児島市立南中学校（かごしましりつ みなみちゅうがっこう）は、鹿児島県鹿児島市東郡元町にある市立中学校。
地元やその周辺からは「なんちゅう」と呼ばれている。鹿児島県立鹿児島南高等学校の様に「鹿児島」の冠は付かない（鹿児島市立南小学校も同様）。

## 概要
鹿児島市の中南部に位置している。全校生徒は2010年9月2日現在で403名であり、学級数は1学年あたり4学級、特別支援学級は2学級から構成されている

## 沿革
- 1959年（昭和34年）4月1日 - 鴨池中学校より校区の一部が分割され開校[2]。

## 部活動
運動系
- バレーボール部（男・女）
- サッカー部（2023年に廃部）
- 卓球部
- 野球部
- バスケットボール部
- バドミントン部
- ソフトテニス部
- 剣道部
- 陸上部
- 水泳部

文化系
- 吹奏楽部
- 美術部

## 通学区域
- 鹿児島市立南小学校校区
- 鹿児島市立宇宿小学校校区

## 著名な出身者
- 生野陽子（フジテレビアナウンサー）